# Hezekiah Ochuka
Hezekiah Rabala Ochuka, conosciuto anche col nomignolo swahili Awour (Nyakach, 23 luglio 1953 – Kamiti, 9 luglio 1987), è stato un militare keniota, che durante il colpo di Stato dell'agosto 1982 ricoprì la carica di Presidente del Paese per sei ore. Fuggito in Tanzania dopo la fine del golpe, fu successivamente estradato in Kenya dove fu sottoposto a corte marziale. Riconosciuto colpevole di alto tradimento venne condannato a morte e successivamente giustiziato.

## Biografia
Nacque il 23 luglio 1953 a Nyakach, nel distretto di Kisumu, appartenente alla tribù dei Luo. Frequentò la Naki Kabete Primary School di Nyanza, e poi la Mirogi Secondary School. Il 14 settembre 1976 si arruolò nella Kenya Air Force a  Mombasa, e dopo aver ricevuto l'addestramento basico presso la caserma Lanet di Nakuru, entrò in servizio presso la base aerea  Eastleigh a Nairobi. Tra il 1976 e il 1978 seguì corsi di addestramento basico all'utilizzo del materiale elettrico e della strumentazione, lavorando all'interno degli hangar e dei depositi munizioni. Fu poi mandato in Gran Bretagna, dove tra il 30 ottobre 1978 e il 21 gennaio 1980, seguì un corso di perfezionamento presso la RAF Cosford, al termine del quale fu promosso al grado di Senior Private Grade-I, il secondo scalino della carriera militare in Kenya. 
Mentre prestava servizio divenne ossessionato dal voler diventare il Presidente del Kenya, arrivando a scrivere sulla sua scrivania Il prossimo presidente del Kenya. Questo fatto lo portò ad accettare rapidamente una proposta fattagli dal sergente Pancras Oteyo Okumu e dal sergente Joseph Ogigi Obuon per rovesciare il legittimo governo guidato da Daniel arap Moi. 
I cospiratori costituirono una giunta militare, il People Redemption Council (RPC), di cui ottenne la presidenza mentre Pancras Oteyo Okumu divenne suo vice.
Il tentativo di colpo di Stato avvenne alle tre del mattino del 1 agosto 1982, quando con alcuni avieri si impossessò della base aerea di Eastleigh, e alle sei, insieme a Oteyo, catturò la stazione radio Voce del Kenya situata nel centro di Nairobi. I ribelli contavano sul fatto che la maggior parte degli alti ufficiali dell'esercito, e molte della grandi unità, si trovavano a Lodwar per partecipare alle grandi manovre. Dalla stazione radio catturata il giornalista Leonard Mbotela annunciò in lingua swahili e in inglese la caduta di arap Moi, e che Ochuka era il nuovo presidente del Kenya. La reazione dei reparti dell'esercito e della polizia, guidati dal Vicecapo di Stato maggiore, maggior generale Mohamed Mahamoud non si fece attendere. Mahamoud riunì 30 ufficiali del 1st Kenya Rifles Battalion presso una caserma di Kahawa, e con essi attaccò la stazione radio, uccidendo o catturando i ribelli presenti. Da lì il giornalista Mbotela annunciò che il tentativo di colpo di Stato era fallito, e arap Moi era ritornato al potere. 
In seguitò Mahamoud guidò la General Service Unit (GSU), unità paramilitare della polizia, e poi anche reparti della polizia regolare nella repressione del golpe. 
Fuggito da Nairobi a bordo di un De Havilland Canada DHC-5 Buffalo condotto da due piloti, riparò a Dar es Salaam in Tanzania dove venne arrestato ed estradato in Kenya. Sottoposto a corte marziale fu condannato a morte, e giustiziato per impiccagione dal boia Kirugumi wa Wanjuki presso la prigione di massima sicurezza di Kamiti il 9 luglio 1987.

### Annotazioni
1. ↑  Alle quattro i ribelli avevano conquistato anche la base aerea di Embakasi.
2. ↑  Insieme a lui vennero giustiziati Pancras Oteyo Okumu, Bramwel Injeni Njereman, Miraso Odawa, Walter Odira Ojode e Odera Obedi Chesoli.

### Fonti
1. ↑  Standard Media.
2. 1 2 3 4 5  Kenyans.
3. 1 2  Bailey, Bundeh 1993, p. 265.
4. ↑  Bailey, Bundeh 1993, p. 266.
5. ↑  Bailey, Bundeh 1993, p. 264.
6. 1 2  Bailey, Bundeh 1993, p. 267.
7. 1 2 3 4  Magu 2018, p. 269.
8. ↑  (EN) PRESIDENT OF KENYA ANNOUNCES CRUSHING OF ATTEMPTED COUP, in The New York Times, 2 agosto 1982. URL consultato il 22 giugno 2018.
9. ↑  (EN) Allan Cowell, LEADER OF KENYAN COUP ATTEMPT SAID TO HAVE BEEN A PRIVATE, in The New York Times, 29 agosto 1982. URL consultato il 22 giugno 2018.
10. 1 2 3  Bailey, Bundeh 1993, p. 269.